# Toerinsk
Toerinsk (Russisch: Туринск) is een Russische stad onder rajonjurisdictie in de Trans-Oeral aan de rechteroever van de rivier de Toera (stroomgebied van de Ob) op 253 kilometer ten noordoosten van Jekaterinenburg.

## Geschiedenis
Toerinsk is een van de oudste plaatsen aan de oostzijde van de Oeral. Haar ligging aan de rivier de Toera, die fungeerde als de eerste Russische weg door Siberië, zorgde ervoor dat er al in 1600 per oekaze van Boris Godoenov, onder de leiding van de gouverneur van Tjoemen Fjodor Janov een ostrog (houten fort) en een postiljonnederzetting werden gesticht. Deze werden gesticht op de plaats van de oude stad Jepantsjin-Joert (of Jepantsjin), dat het centrum was van het rijk van de Tataarse prins Jepanzy, verwoest door de Siberische Kozakken van Jermak in 1581. Toerinsk werd een tussenstation in de verdediging van de waterweg van Siberië naar Europees Rusland. In de eerste helft van de 17e eeuw was Toerinsk het centrum van de Russische kolonisatie van Siberië. Toen Verchotoerje onderdeel werd van de namestnitsjevo van Perm, werd Toerinsk de eerste Siberische stad vanaf Europees Rusland en had een gunstige economisch geografische ligging halverwege tussen Tjoemen en Verchotoerje. In 1789 werd vanuit de namestnitsjestvo van Tjoemen de Nicolaasmarkt (Никольская ярмарка) opgezet in de plaats, die jaarlijks werd gehouden van 6 tot 13 december. Handelaren uit Toerinsk kwamen ook naar de nabijgelegen markt van Irbit. Door de eeuwen heen werden er veel stenen en houten kerken gebouwd in de stad, maar tijdens de sovjettijd werden ze bijna allemaal verwoest door de bolsjewieken.
In de tweede helft van de 18e eeuw verloor de stad haar waarde als militair centrum en handelscentrum door de versterktere positie van de Russische staat in de zuidelijkere Centrale Oeral rond Jekaterinenburg en de aanleg van de Siberische Trakt in het zuiden. Van de 18e tot het begin van de 20e eeuw was het een centrum voor kunst- en handwerken (houtsnijwerk en vergulde artikelen), iconografie en leerlooiers en smeden. Toerinsk werd vaak gebruikt als verbanningsoord, zoals voor uit de gratie geraakte bojaren, decembristen en misschien ook voor opstandelingen als Ivan Bolotnikov, Jemeljan Poegatsjov en Stepan Razin, maar dat is niet met zekerheid vastgesteld.
Toerinsk behoorde 325 jaar tot het gouvernement Tobolsk, totdat het in 1924 onderdeel werd van oblast Oeral en later van oblast Sverdlovsk.

## Economie
In Toerinsk bevinden zich een papier- en pulpbedrijf, een luciferfabriek, een vestiging van IMZ Ural uit Irbit, een houtkapbedrijf, een bosbouwbedrijf en voedingsmiddelenbedrijven.

## Demografie
| Ontwikkeling van het inwoneraantal | Ontwikkeling van het inwoneraantal | Ontwikkeling van het inwoneraantal | Ontwikkeling van het inwoneraantal | Ontwikkeling van het inwoneraantal | Ontwikkeling van het inwoneraantal | Ontwikkeling van het inwoneraantal | Ontwikkeling van het inwoneraantal |
| ---------------------------------- | ---------------------------------- | ---------------------------------- | ---------------------------------- | ---------------------------------- | ---------------------------------- | ---------------------------------- | ---------------------------------- |
| Jaar                               | 1897                               | 1926                               | 1959                               | 1970                               | 1979                               | 1989                               | 2002                               |
| Bevolking                          | 2900                               | 4.500                              | 18.800                             | 22.200                             | 22.900                             | 23.200                             | 19.300                             |

## Geboren in Toerinsk
- Ivan Polzoenov (1728-1766) - Russische uitvinder